# Ratina (centre commercial)
Pour les articles homonymes, voir Ratina.
Le centre commercial Ratina (finnois : Kauppakeskus Ratina) est un centre commercial du quartier de Ratina à Tampere en Finlande,,.

## Présentation

Le stade de Ratina

Le centre commercial Ratina est construit entre le stade de Ratina et la gare routière. 
Le nouveau bâtiment du centre commercial est en grande partie situé sur l'ancien quai de la gare routière. 
Le centre commercial est également accessible directement depuis la gare routière via des escalators. 
Le promoteur est Sponda, qui a été choisi comme entrepreneur par le conseil municipal en avril 2006. 
Des offres avaient aussi été faites par un consortium de Citycon et Skanska, par YIT et par NCC (en).